# Skład Kancelarii Prezesa Rady Ministrów Beaty Szydło
Skład Kancelarii Premiera podczas rządu Beaty Szydło (16 listopada 2015 – 11 grudnia 2017)

## Stan na 11 grudnia 2017

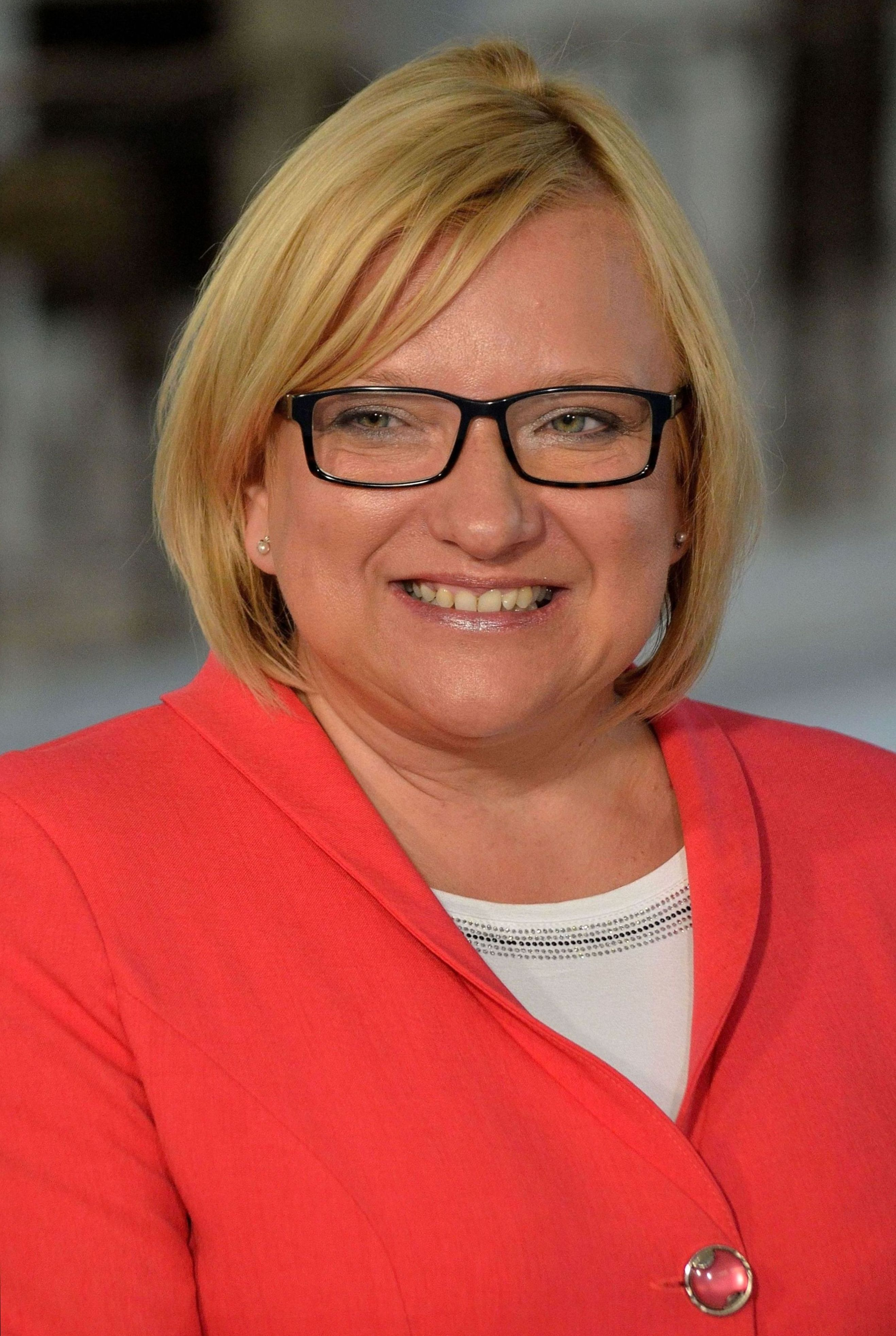
szef Kancelarii Premiera Beata Kempa (SP)[a]
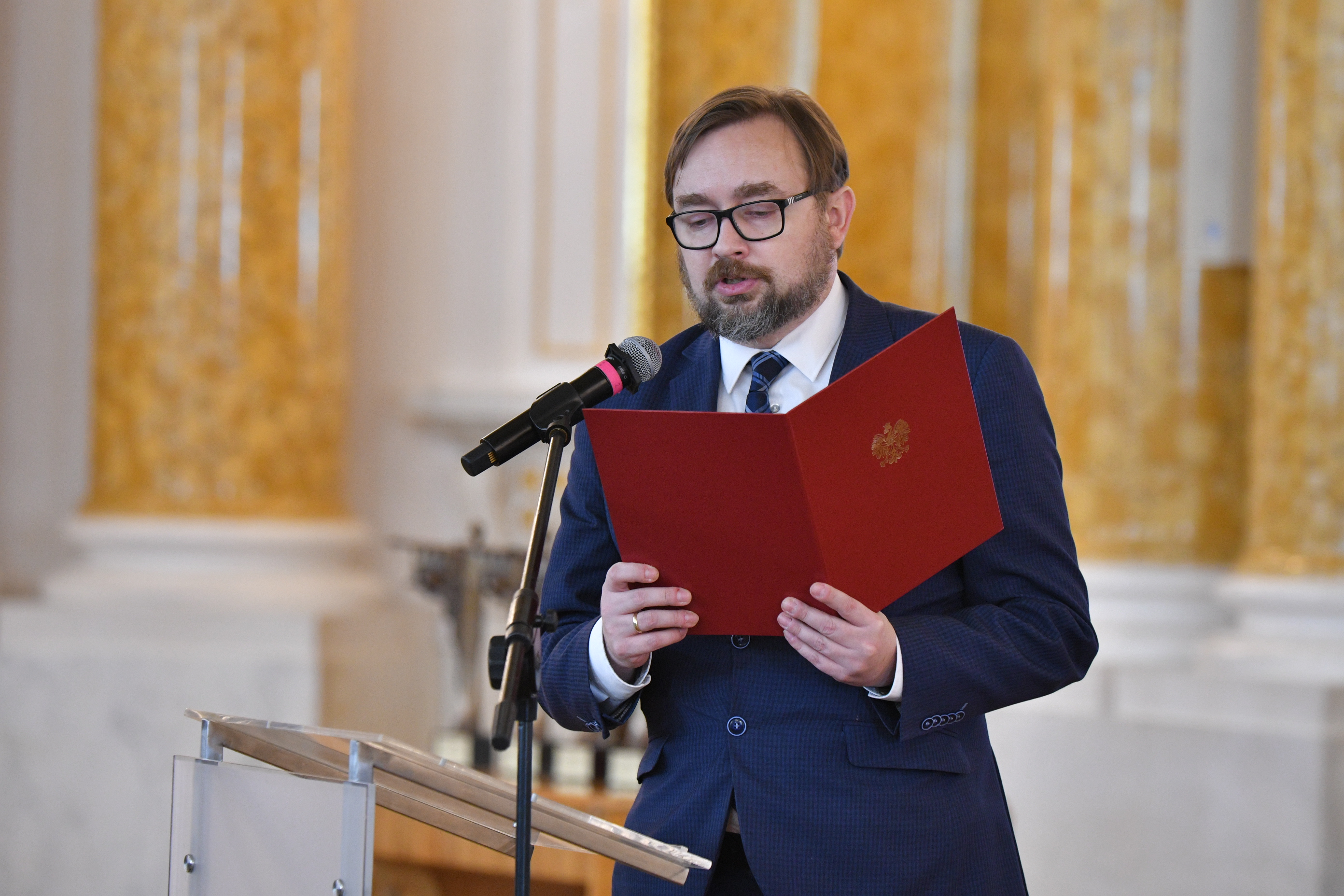
zastępca szefa Kancelarii Premiera Paweł Szrot[b]
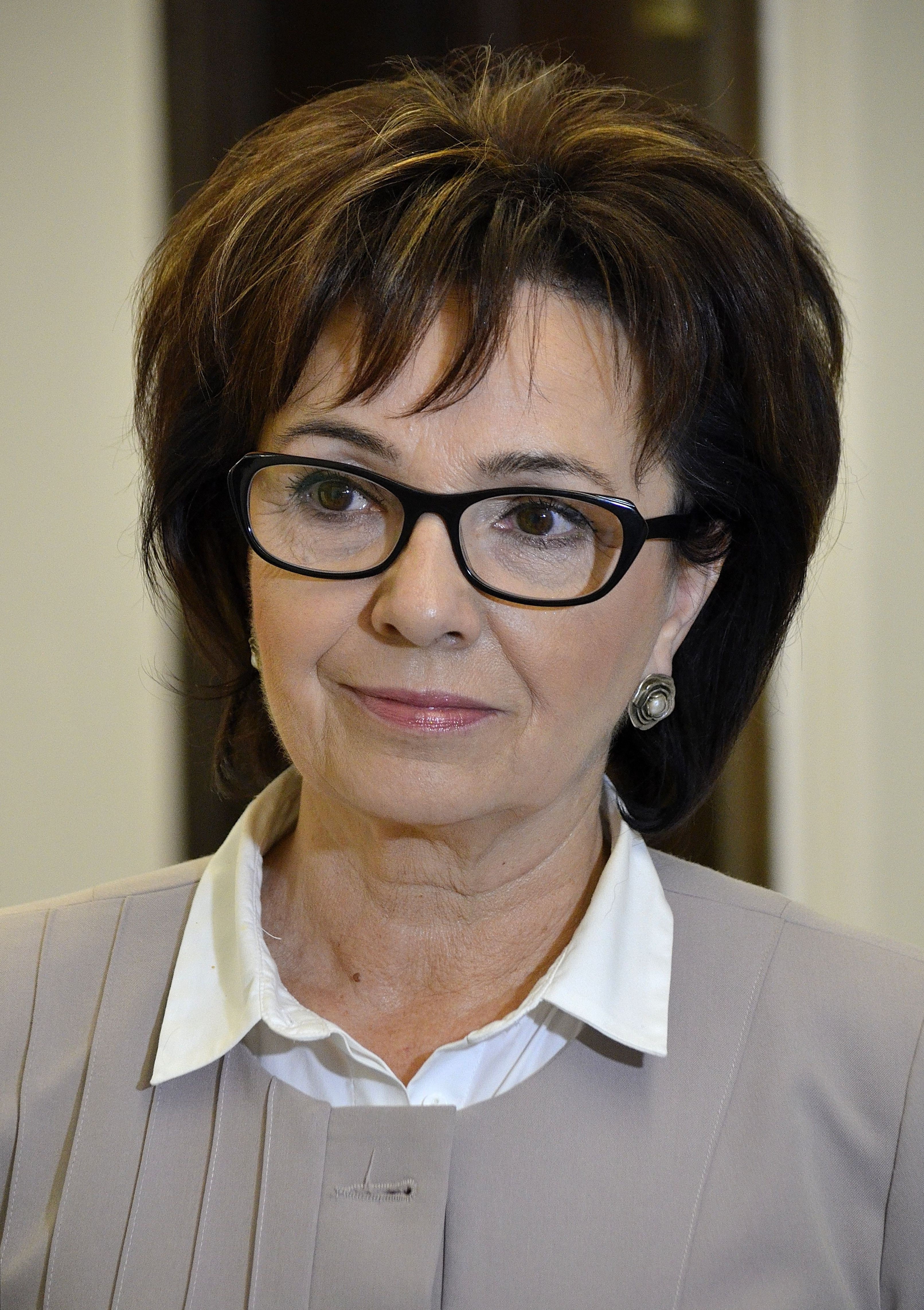
szef Gabinetu Politycznego Premiera Elżbieta Witek (PiS)[c]
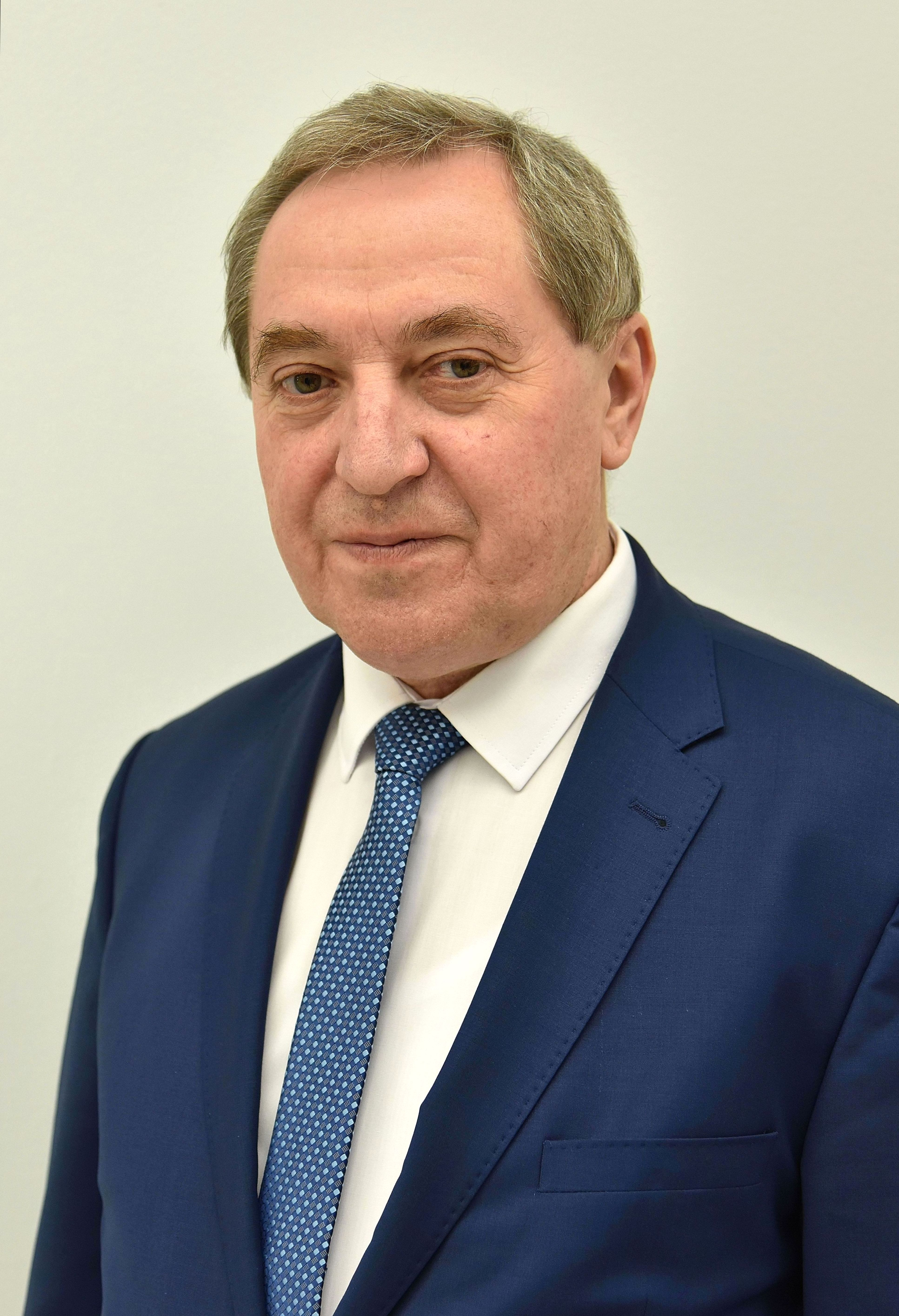
przewodniczący Komitetu Stałego Rady Ministrów Henryk Kowalczyk (PiS)[d]
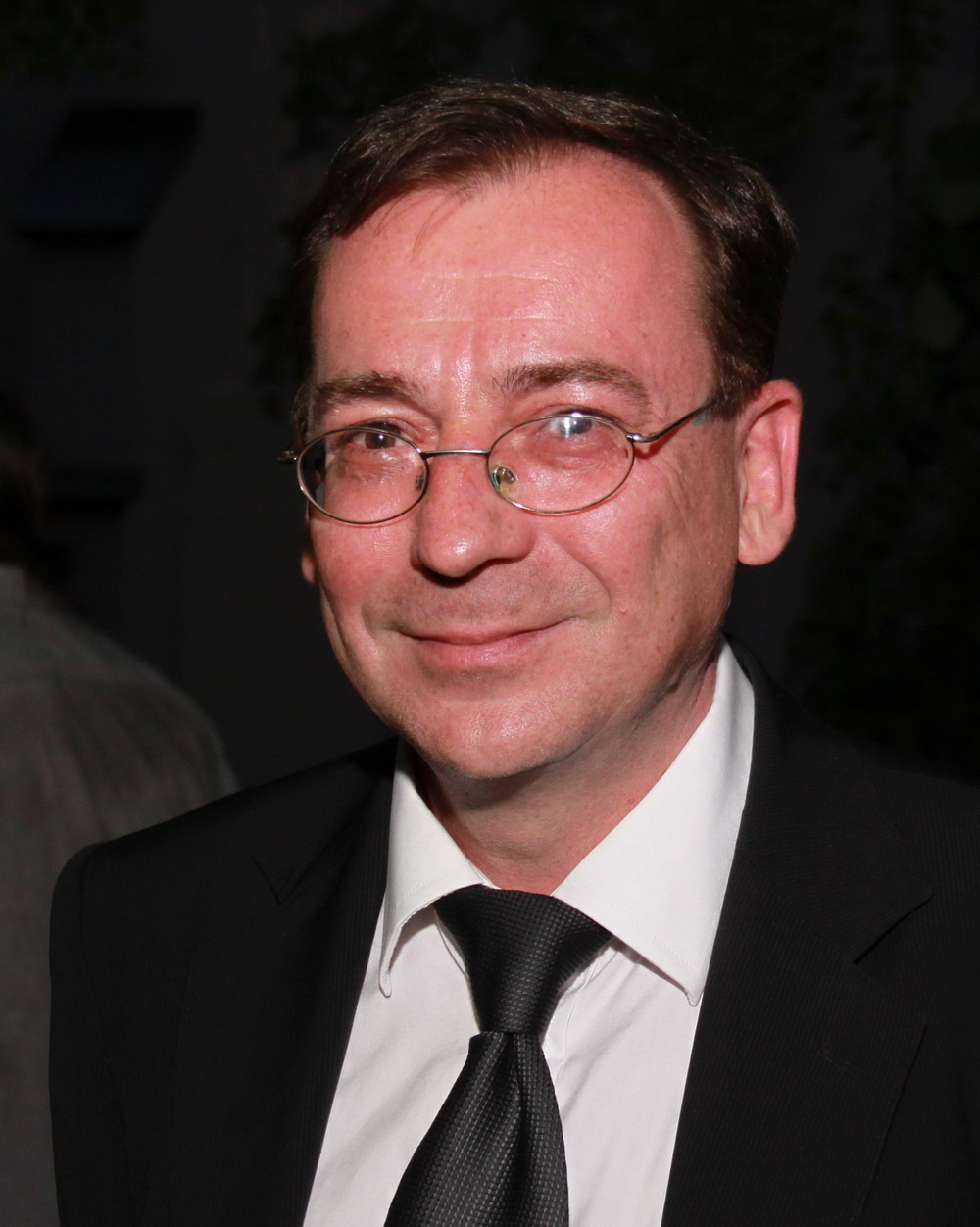
koordynator ds. służb specjalnych Mariusz Kamiński (PiS)[e]
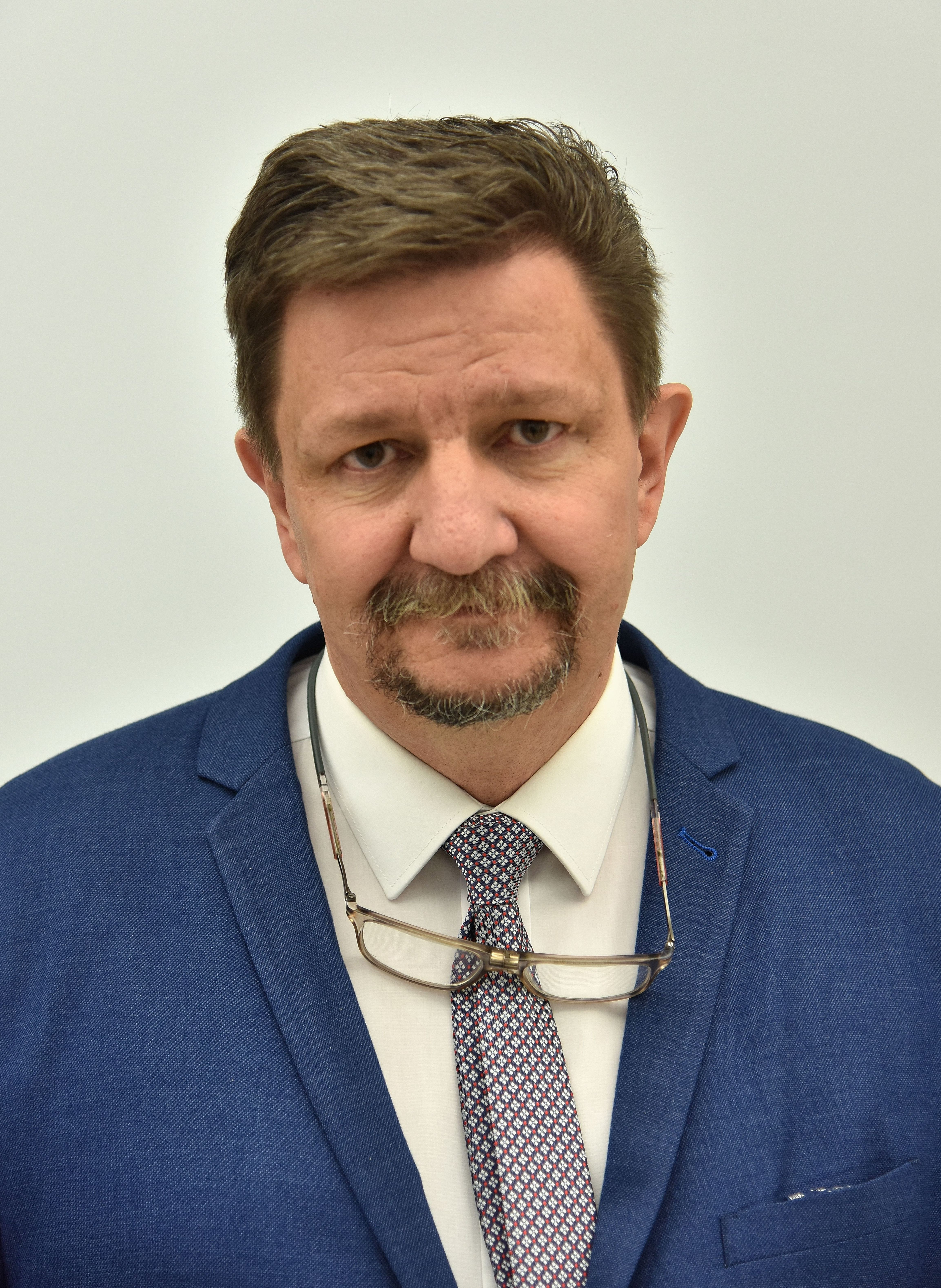
sekretarz stanu Grzegorz Schreiber (PiS)[f]
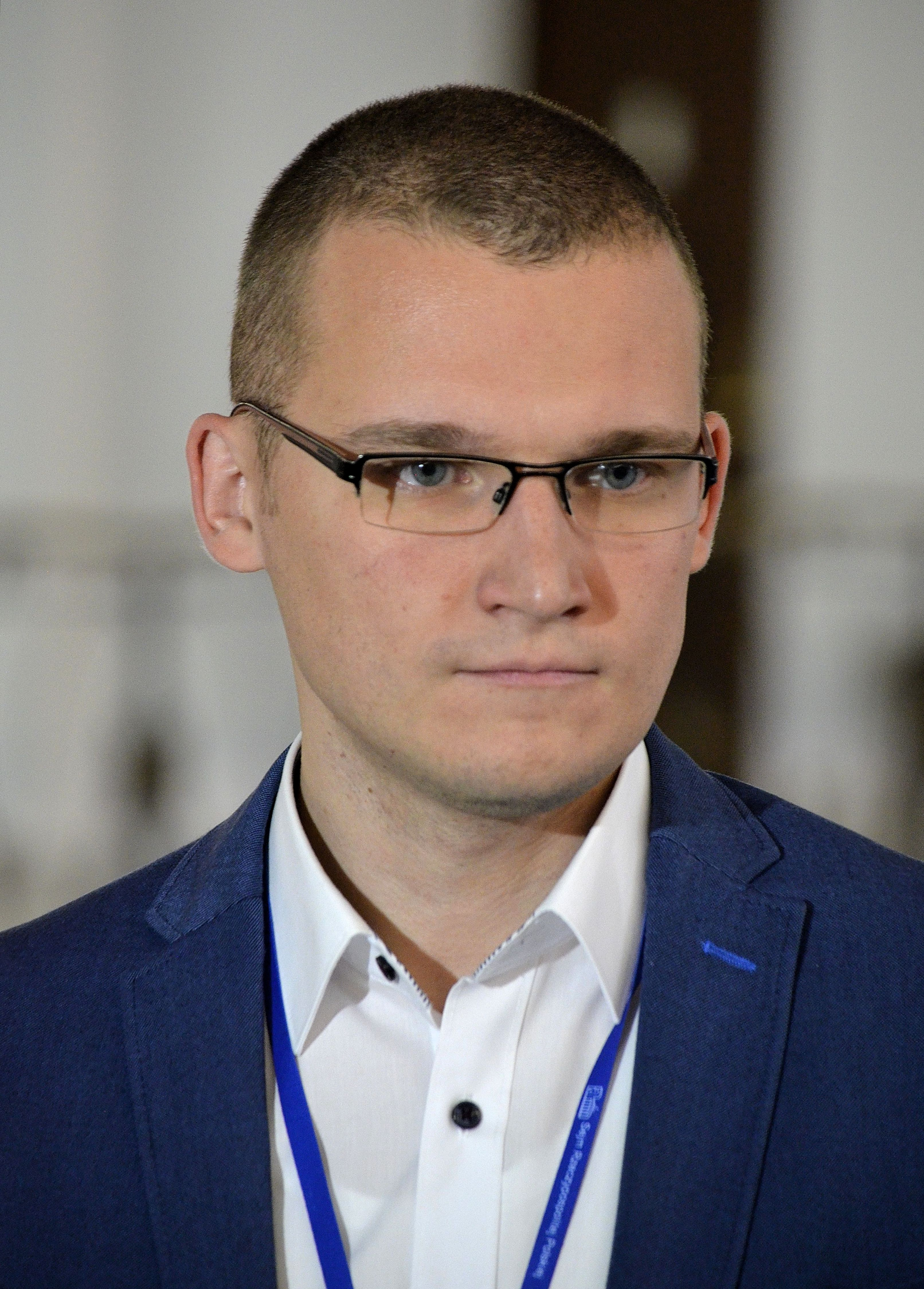
sekretarz stanu Paweł Szefernaker (PiS)[g]
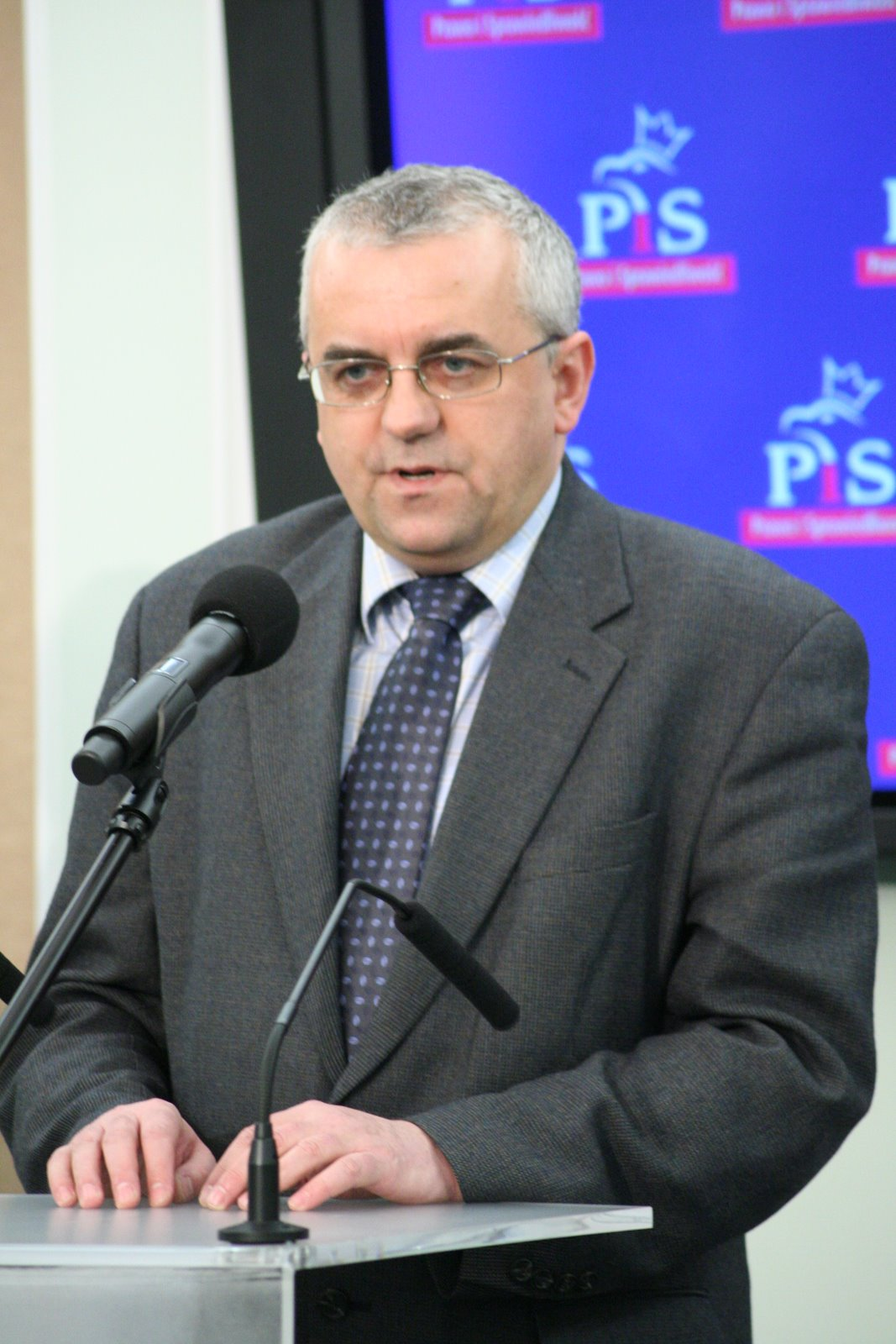
sekretarz ds. parlamentarnych oraz pełnomocnik Rządu ds. społeczeństwa obywatelskiego i Pełnomocnik Rządu do spraw Równego Statusu Kobiet i Mężczyzn Adam Lipiński (PiS)[h]
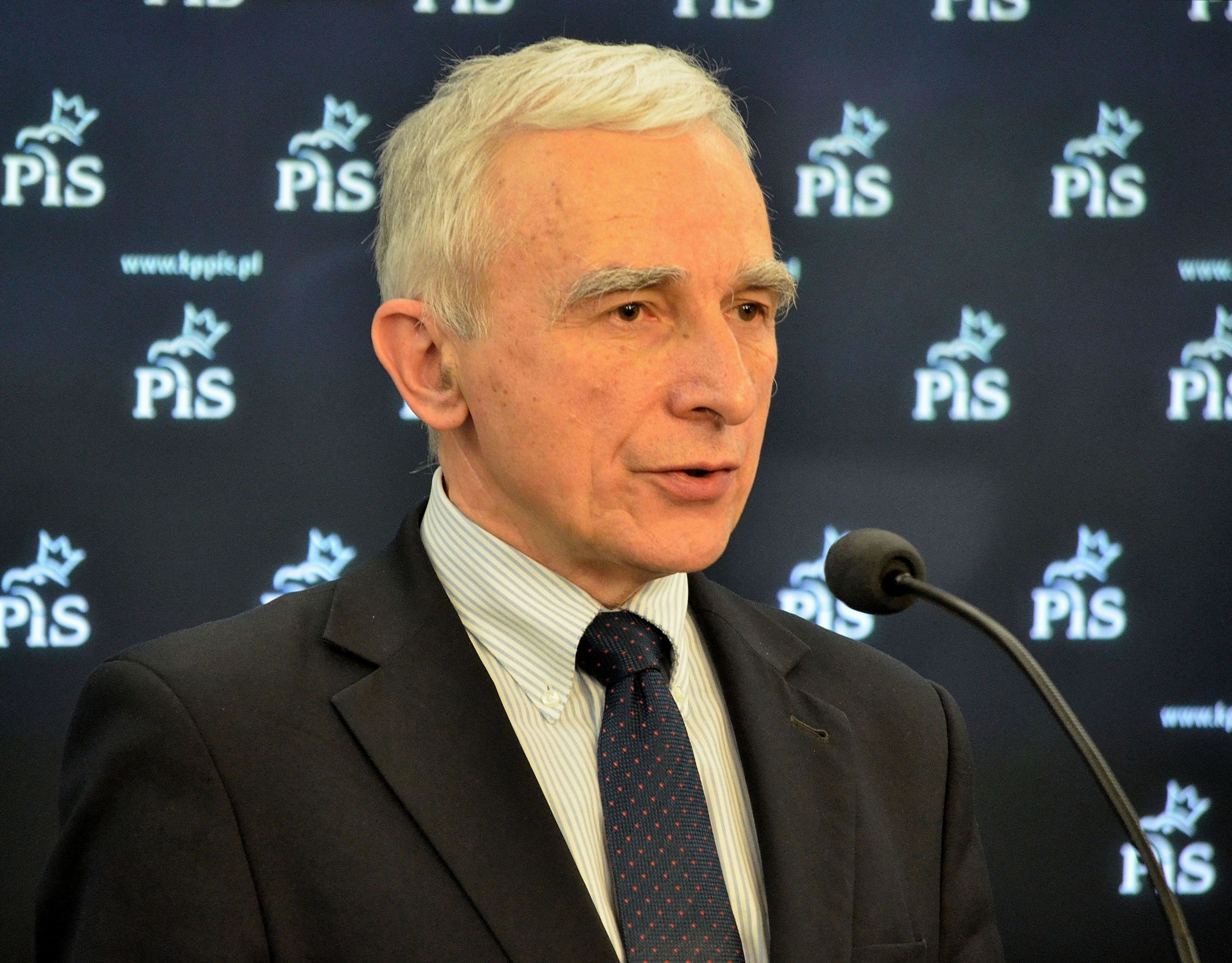
pełnomocnik rządu ds. strategicznej infrastruktury energetycznej Piotr Naimski (PiS)[i]
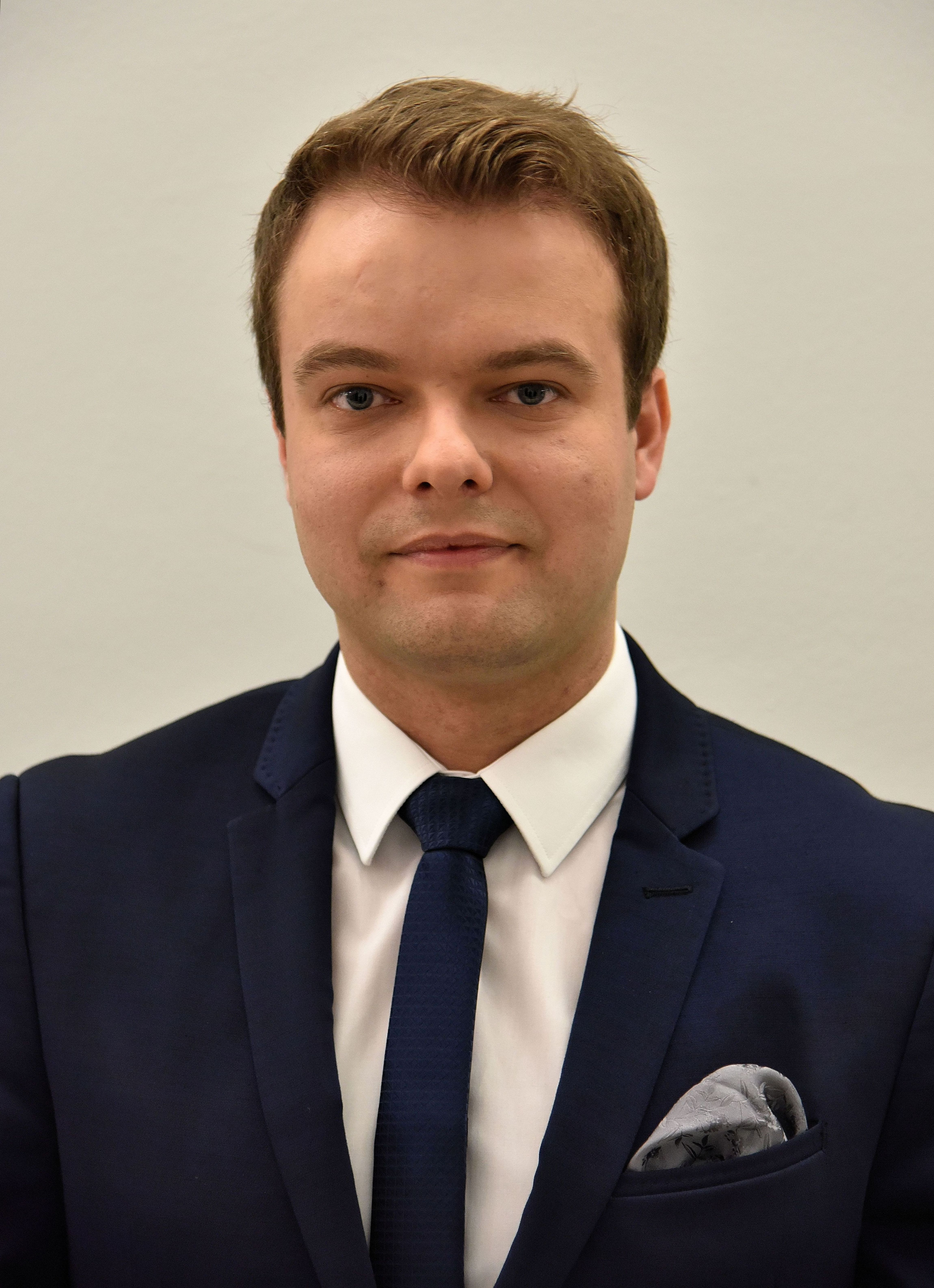
rzecznik prasowy rządu Rafał Bochenek (PiS)[j]
dyrektor generalny Kancelarii Premiera Tomasz Buława[k]

## Wcześniejsi członkowie
- Jolanta Rusiniak – podsekretarz stanu od 19 listopada 2015 do 16 grudnia 2015
- Wojciech Kaczmarczyk – sekretarz stanu, pełnomocnik Rządu ds. społeczeństwa obywatelskiego oraz pełnomocnik Rządu ds. równego traktowania od 8 stycznia do 28 września 2016
- Paweł Majewski – podsekretarz stanu od 14 grudnia 2015 do 28 września 2016 i pełnomocnik Rządu ds. przygotowania Światowych Dni Młodzieży Kraków 2016 od stycznia do 28 września 2016